# Saint-Gobert
Saint-Gobert è un comune francese di 313 abitanti situato nel dipartimento dell'Aisne della regione dell'Alta Francia.

## Società

### Evoluzione demografica
Abitanti censiti